# Sékouba Camara (football)
Sékouba Camara né le 22 janvier 1997, est un footballeur international guinéen qui joue au poste de gardien de but avec le club éthiopien d'Adama City et avec l'équipe nationale de Guinée.

## Biographie

### En équipe nationale
Avec les moins de 20 ans, il participe à la Coupe d'Afrique des nations de football des moins de 20 ans en 2017. Lors de cette compétition organisé en Zambie, il joue trois matchs. La Guinée se classe troisième du tournoi, en battant l'Afrique du Sud lors de la "petite finale".
Il dispute ensuite quelques semaines plus tard la Coupe du monde des moins de 20 ans qui se déroule en Corée du Sud. Lors du mondial junior, il joue deux matchs. Avec un bilan d'un nul et deux défaites, la Guinée est éliminée dès le premier tour.
Il joue son premier match en équipe de Guinée le 20 octobre 2019, contre le Sénégal (victoire 3-1).
Il est sélectionné par Lappé Bangoura afin de jouer des matchs du championnat d'Afrique des nations 2020.